# Avión embarcado

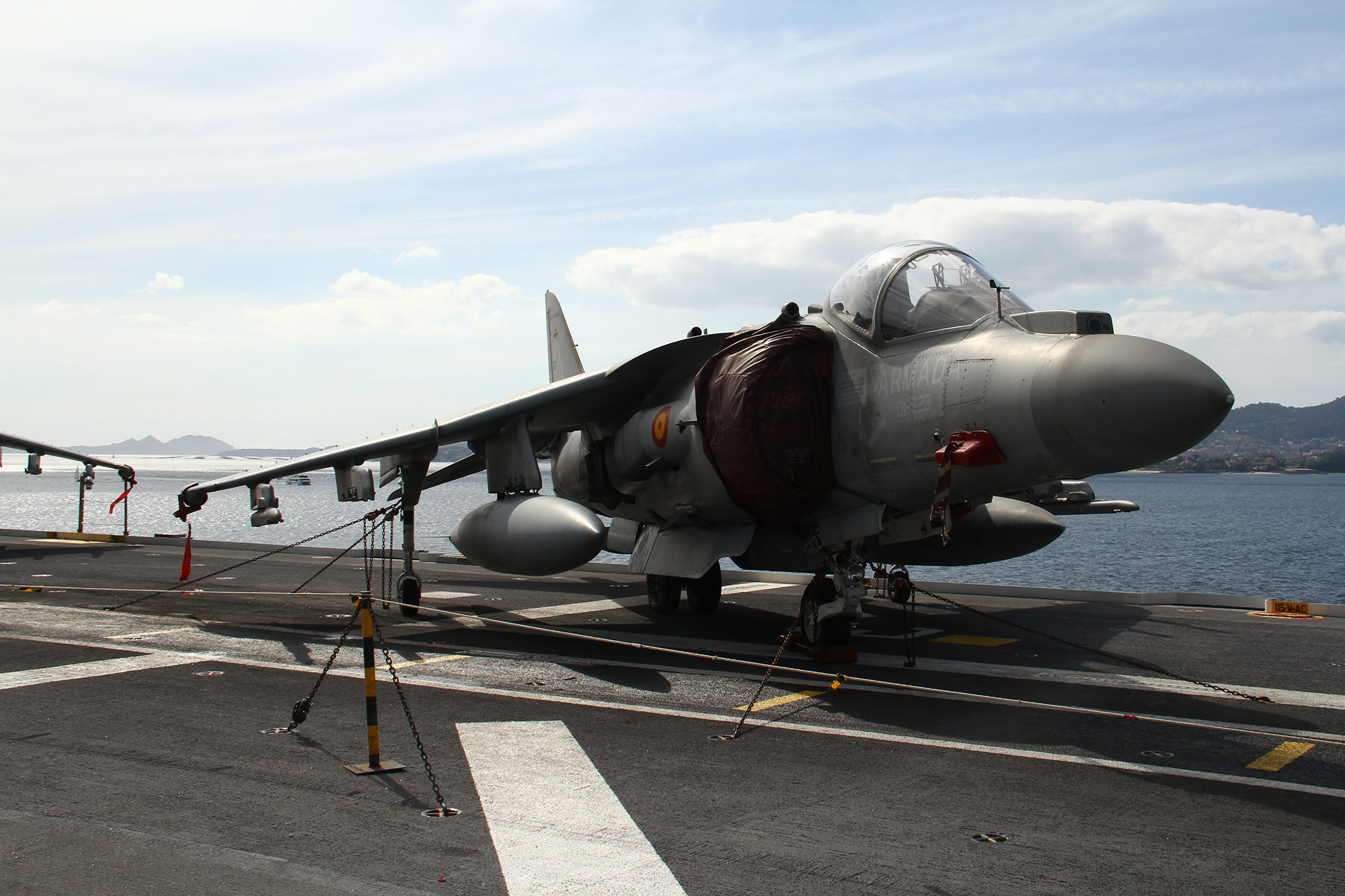
Un AV-8B español parando en el portaviones ligero Juan Carlos I mediante sistema STOVL en 2017.

Un avión embarcado es el que ha sido diseñado específicamente para operar desde portaaviones, o buques de asalto anfibio en el caso de los aparatos V/STOL AV-8B Harrier II y Lockheed Martin F-35 Lightning II en su variante B. 
Los aviones embarcados deben tener una relativa gran resistencia para soportar las exigentes operaciones realizadas en los buques que los transportan. Deben ser capaces de despegar en una corta distancia y ser suficientemente robustos y flexibles para poder realizar bruscas paradas en la cubierta de lanzamiento; normalmente disponen de fuertes mecanismos de plegado de alas que permiten almacenar un mayor número de ellos en los hangares situados bajo la cubierta de los portaaviones. Estos aviones son diseñados para múltiples propósitos, incluyendo tareas de combate aire-aire, ataque a superficie, ataque a submarinos, búsqueda y rescate, transporte de material, observación meteorológica, mando y control, y reconocimiento.

## Tipos modernos

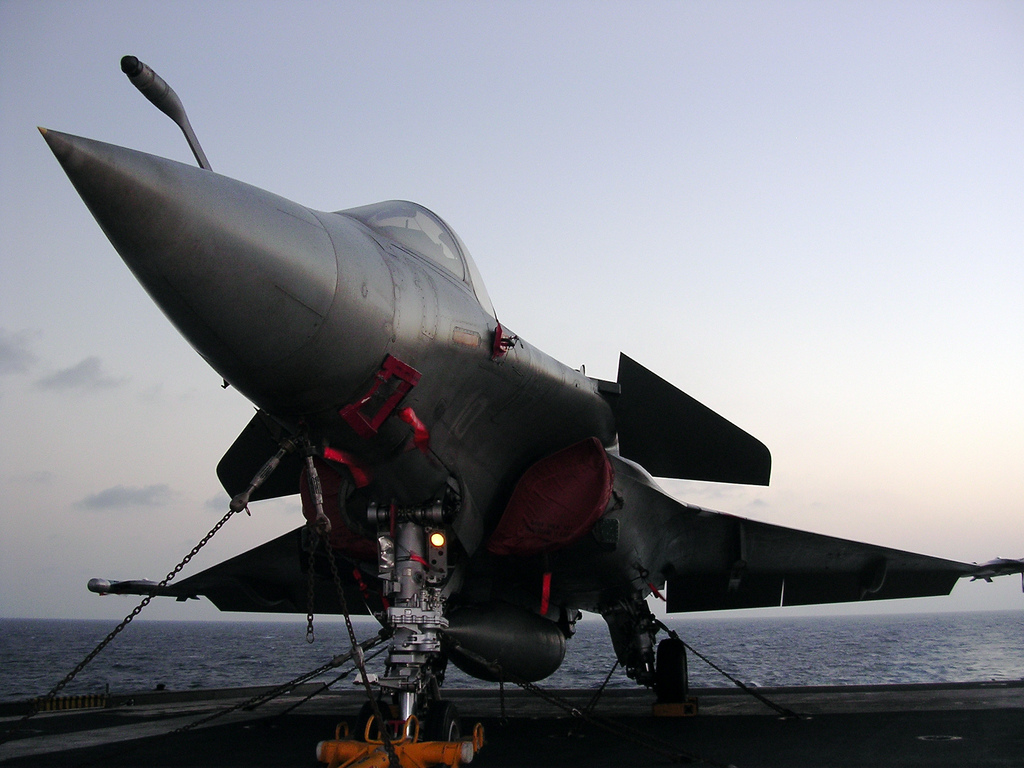
Rafale M de la Marina Francesa.

Los aviones embarcados modernos son más pesados que la variante de base en tierra, por tener instalado un tren de aterrizaje más alto, resistente y pesado, las alas extendidas y los mecanismos para retraer las alas, deben transportar una carga limitada de armas y combustible para poder despegar desde la cubierta de un portaaviones y pueden recibir reabastecimiento aéreo de combustible en vuelo para aumentar su alcance.
Tienen una mejor maniobrabilidad de vuelo a media y baja altitud, donde el aire es más denso, húmedo y pesado, para poder efectuar con éxito las operaciones de acercamiento a la cubierta de vuelo del portaaviones, están diseñados con grandes elevadores, estabilizadores horizontales, alas adelantadas, frenos de aire en las alas, y un sistema de software de vuelo, que le permite al piloto tener mayor control de la aeronave en el momento del apontaje (aterrizaje) sobre la cubierta del portaaviones, considerada la maniobra más difícil de lograr por un piloto de avión de combate.

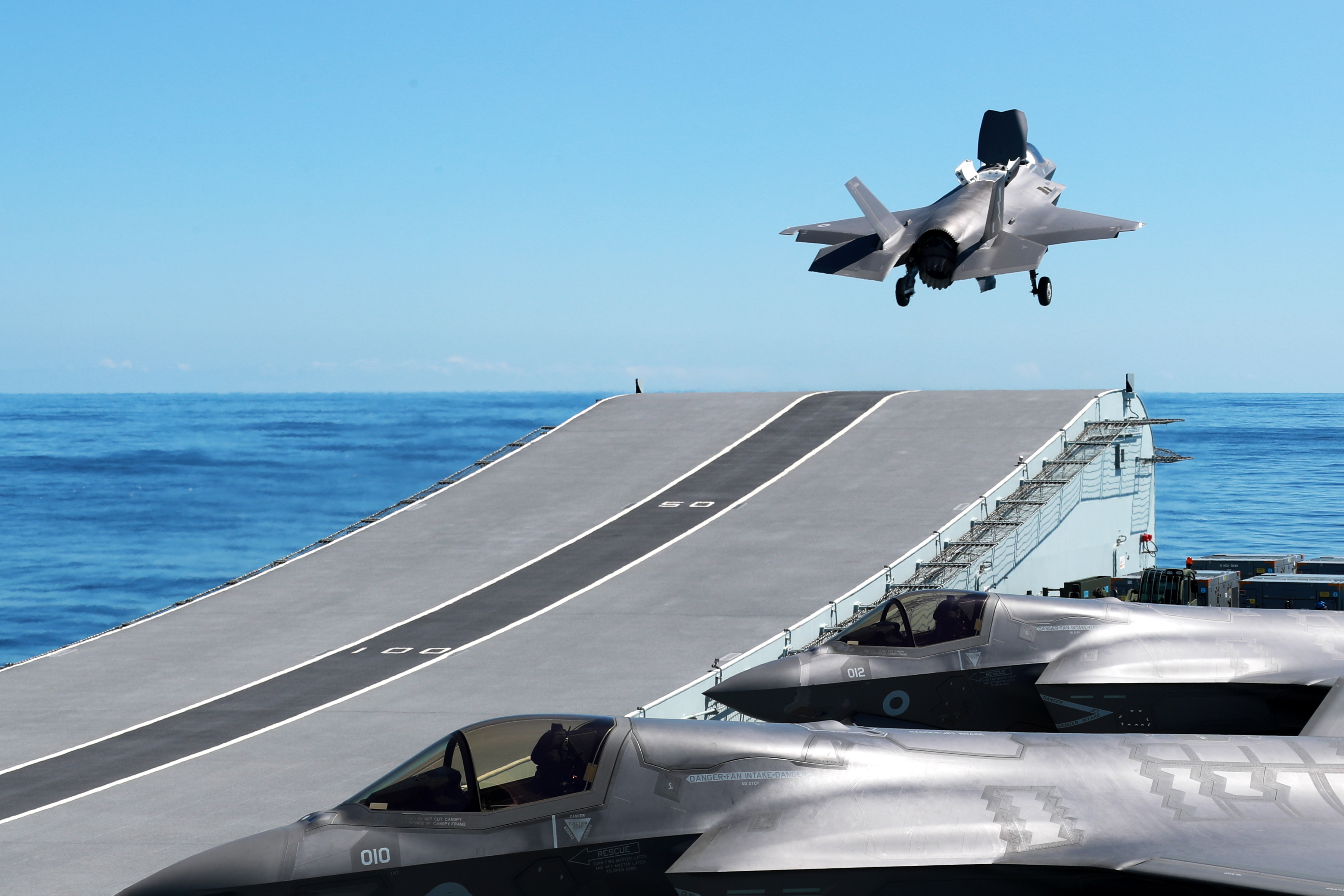
F-35B despegando desde el HMS Queen Elizabeth.

El piloto del avión embarcado necesita un entrenamiento especial para lograr esta maniobra, varias horas de entrenamiento de vuelo, misiones de acercamiento touch and go sobre la pista del portaaviones, incluso durante la navegación de otros portaaviones de países amigos frente a la costa del país, esto se logra volando sobre el portaaviones y tocando la pista con el gancho de frenado, pero sin detener la velocidad de la aeronave, que hace un contacto completo con el portaaviones y despega nuevamente, con el motor en máxima potencia, mientras que los operadores del portaaviones, califican la maniobra del piloto según la posición de contacto de la aeronave con la pista.
El diseño especial de estos aviones de combate, la mayor resistencia, posición de sus alas y el mayor peso que tienen, puede reducir su velocidad de punta, elevación, alcance, capacidad de carga de armas y combustible, porque su diseño permite tener un mejor performance de vuelo a baja velocidad y altitud. La mayoría de los diseños de aviones embarcados son ligeros, de velocidad subsónica y corto alcance, aunque se han fabricado grandes aviones embarcados de velocidad supersónica y largo alcance, como el afamado caza bimotor y doble cabina Grumman F-14 Tomcat, para operaciones de vigilancia naval en el Océano Pacífico frente a Japón y Corea del Sur durante la Guerra Fría, y para defender la escuadra naval, Hawái y la costa de California, y están fabricados sobre la base de tres grandes tipos distintos de operación en el portaaviones según las necesidades de sus usuarios:

### CATOBAR

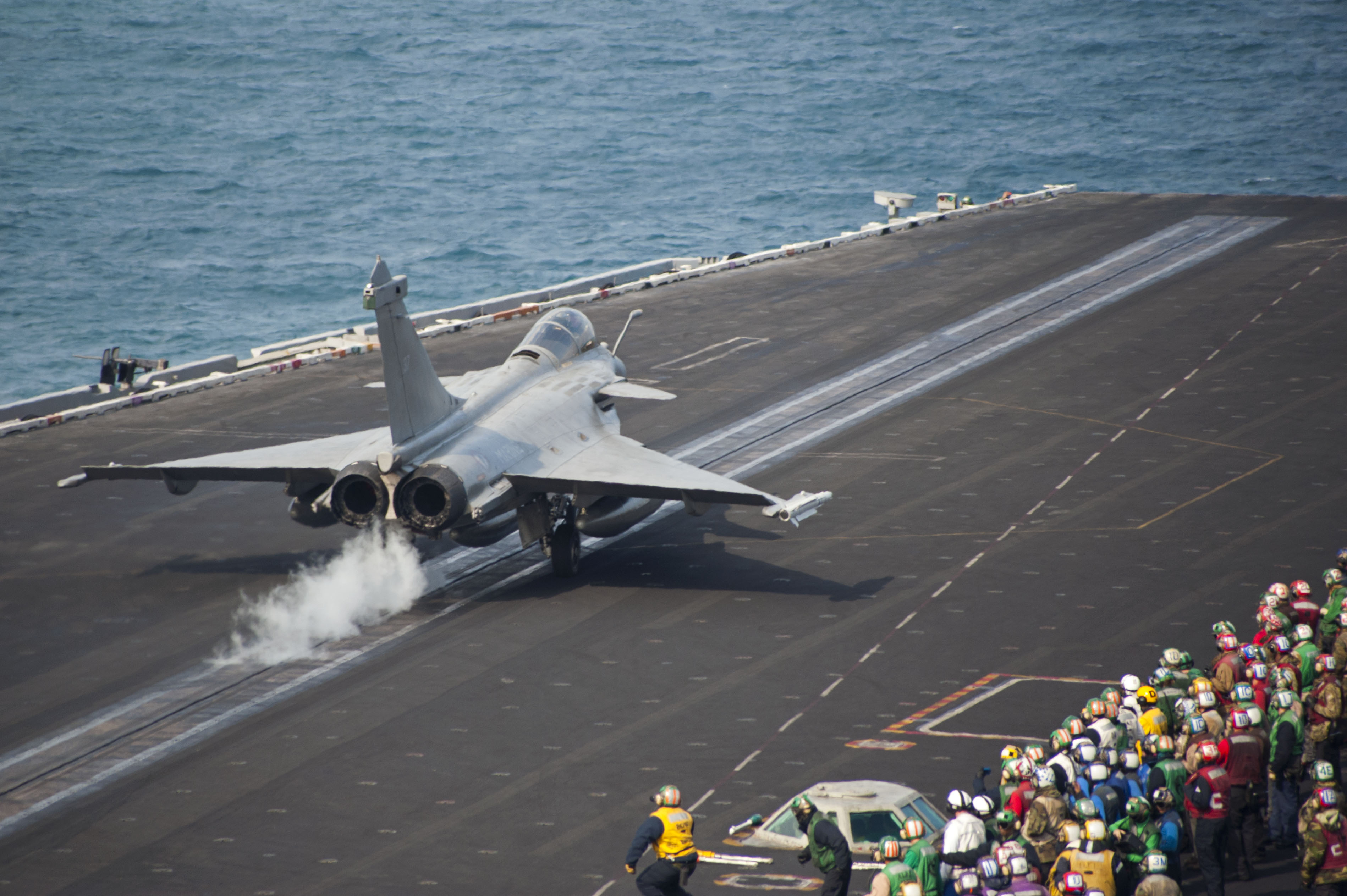
El Rafale M en un despegue asistido por catapulta.

El despegue asistido por catapulta, pero recobró mediante detención (CATOBAR) es un sistema usado para el lanzamiento y recuperación de aviones desde la cubierta de un portaaviones. Bajo esta técnica, el avión es lanzado utilizando una catapulta de despegue asistido con vapor y aire comprimido, conectado a la aeronave con un pequeño gancho y patín en el poste del tren de aterrizaje delantero, y después el avión vuelve al portaaviones, utilizando cables de parada con un sistema hidráulico, de contra pesos y poleas, para compensar el peso de la aeronave en el momento del apontaje (aterrizaje) sobre la cubierta del potaaviones. 
Este sistema, a pesar de que es más costoso, complejo y pesado, que los métodos alternativos, proporciona una mayor flexibilidad en operaciones embarcadas, ya que permite desplegar los aviones a plena carga de combate. Solo tres países están utilizando portaaviones con el sistema CATOBAR; Estados Unidos tiene los buques clase Nimitz con cazabombarderos de la serie F/A-18, Francia tiene el  Charles de Gaulle (R 91) con cazabombarderos Dassault Rafale, y Brasil el NAe São Paulo (A12) con aviones de ataque A-4 Skyhawk.
El uso de catapultas no es exclusivo de los aviones de combate, también permite lanzar aviones de mayores dimensiones. Por ejemplo la Armada de los Estados Unidos utiliza este sistema con aeronaves como el avión de alerta temprana aerotransportada Grumman E-2 Hawkeye y el avión de carga C-2 Greyhound.

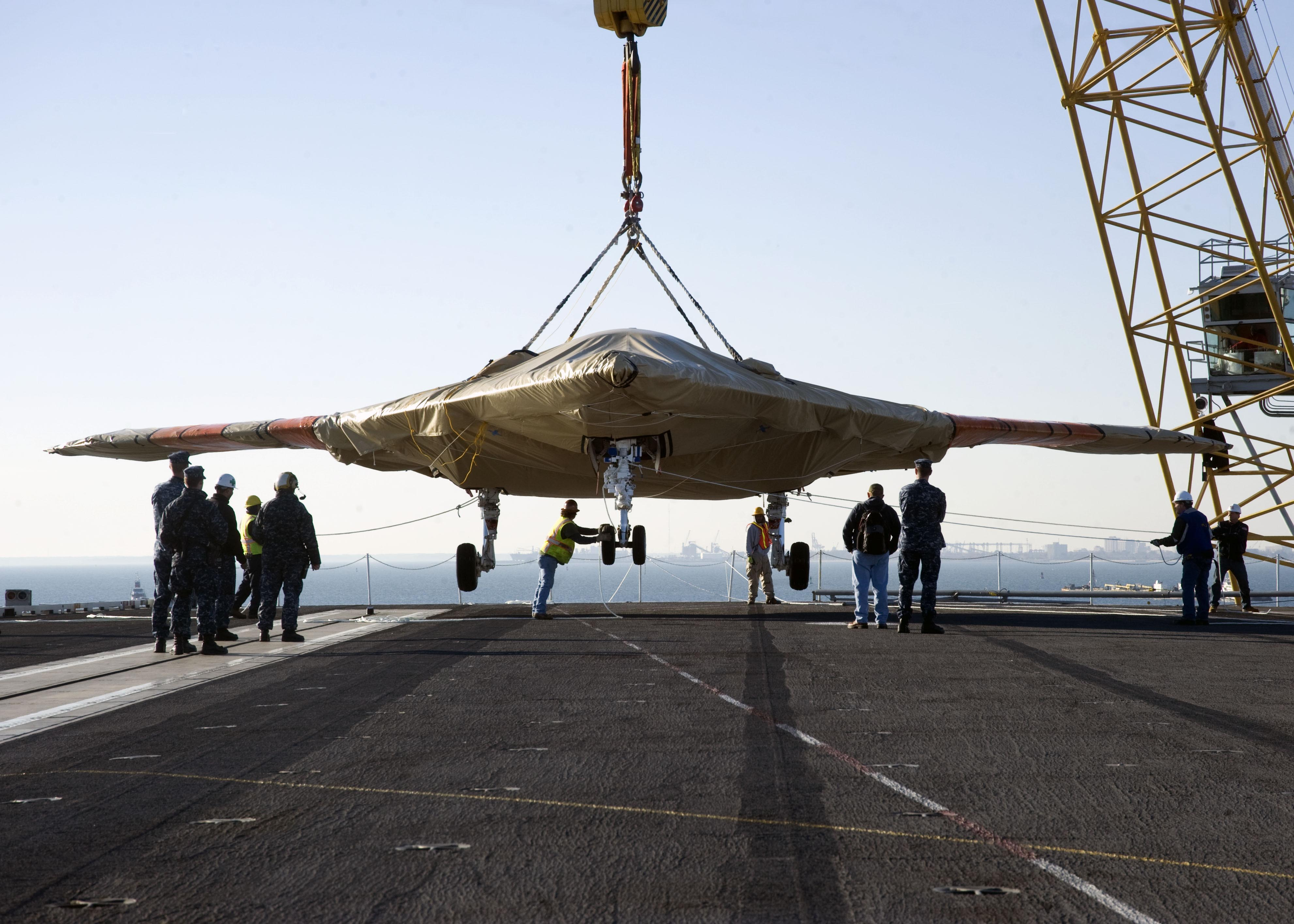
Un demostrador X-47B Northrop Grumman X-47 a bordo del para pruebas en portaviones.

También se utiliza este sistema para lanzar Vehículos aéreos no tripulados UAV con diferentes diseños y modelos, como el nuevo avión no tripulado Northrop Grumman X-47, X-47B con una evaluación embarcada a bordo del portaaviones pesado USS Harry S. Truman (CVN-75) y en el más moderno USS George H. W. Bush (CVN-77) donde ha completado todas sus pruebas en el mar y está listos para la producción en serie. 
Los UAV embarcados son los aviones no tripulados más modernos, de peso medio en su categoría, de diseño monoturbina y son de mayor tamaño, peso, velocidad y potencia que los UAV de base en tierra, compatibles con las operaciones de combate en el mar y prometen ser el futuro de los aviones embarcados, aunque todavía seguirán operativos los aviones embarcados tripulados durante muchos años, para poder entrenar a los nuevos pilotos de la academia de vuelo en las operaciones sobre la cubierta de portaaviones, pero es posible que las misiones de ataque más peligrosas en territorio enemigo sean comandadas por aviones UAV embarcados en el futuro, para proteger a los pilotos de combate y evitar su captura sobre territorio enemigo, con todos los problemas políticos que eso implica y el alto costo que significa entrenar a un piloto de combate.

### STOVL

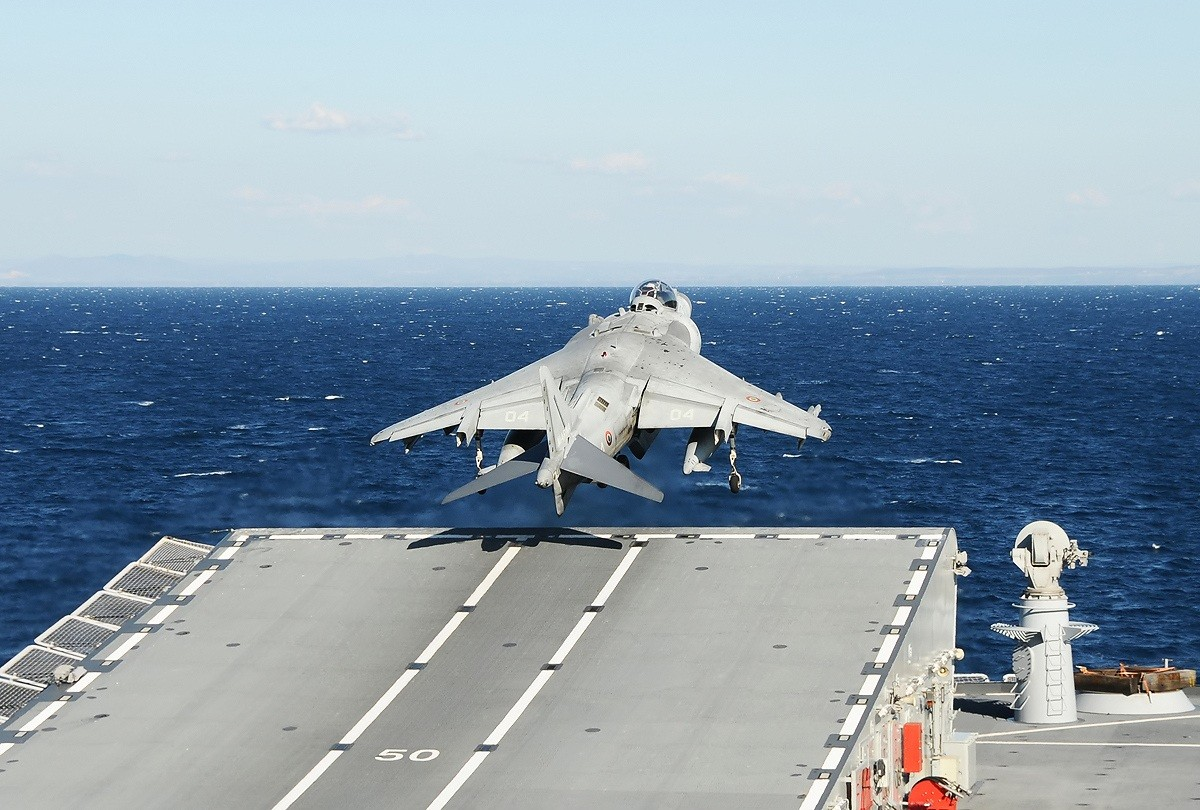
Harrier despegando desde Cavour.

El despegue corto y aterrizaje vertical (STOVL) suele ser utilizado en portaaviones ligeros que disponen de rampas ski-jump en lugar de sistemas de catapulta como el  Cavour (550), y desde buques de asalto anfibio como el  Juan Carlos I (L-61) de la Armada Española, o la Clase Wasp de la Armada de Estados Unidos. 
Se tiende a utilizar el método STOVL porque permite a los aviones portar una mayor carga en comparación con el uso VTOL, mientras que solo requiere una pista corta. El ejemplo más famoso es probablemente el Hawker Siddeley Harrier británico, que aunque técnicamente es un avión VTOL, operacionalmente se utiliza como STOVL para aprovechar el peso extra permitido con esta opción para portar más combustible y armamento, aumentar su alcance y capacidad de combate. 
Lo mismo puede de

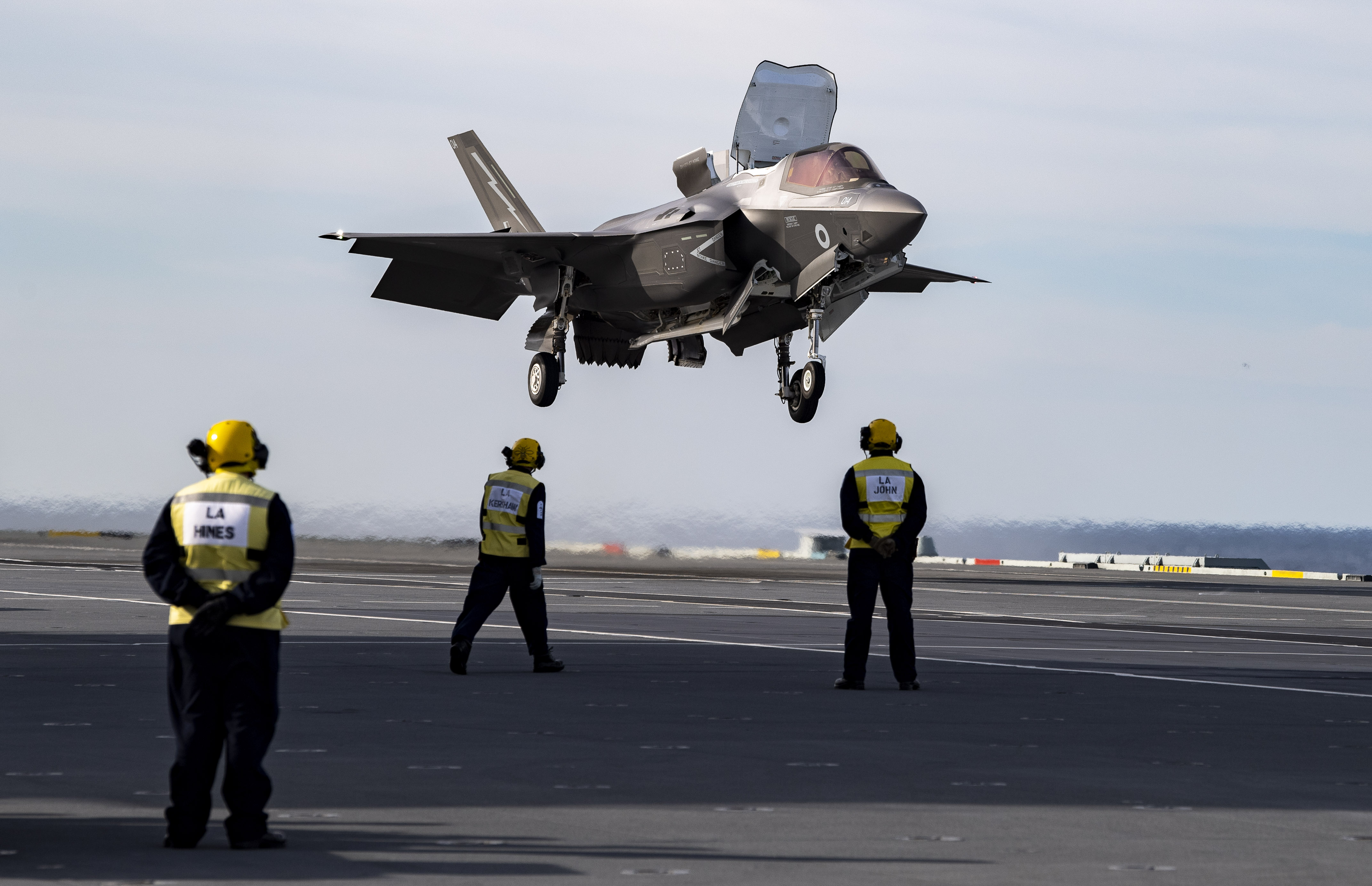
Un F-35B de la Marina Británica realizando un apontaje vertical en el portaaviones HMS Queen Elizabeth en 2019.

cirse del nuevo F-35B Lightning II, que demostró su capacidad VTOL en los vuelos de prueba pero que será utilizado como avión STOVL.

### STOBAR

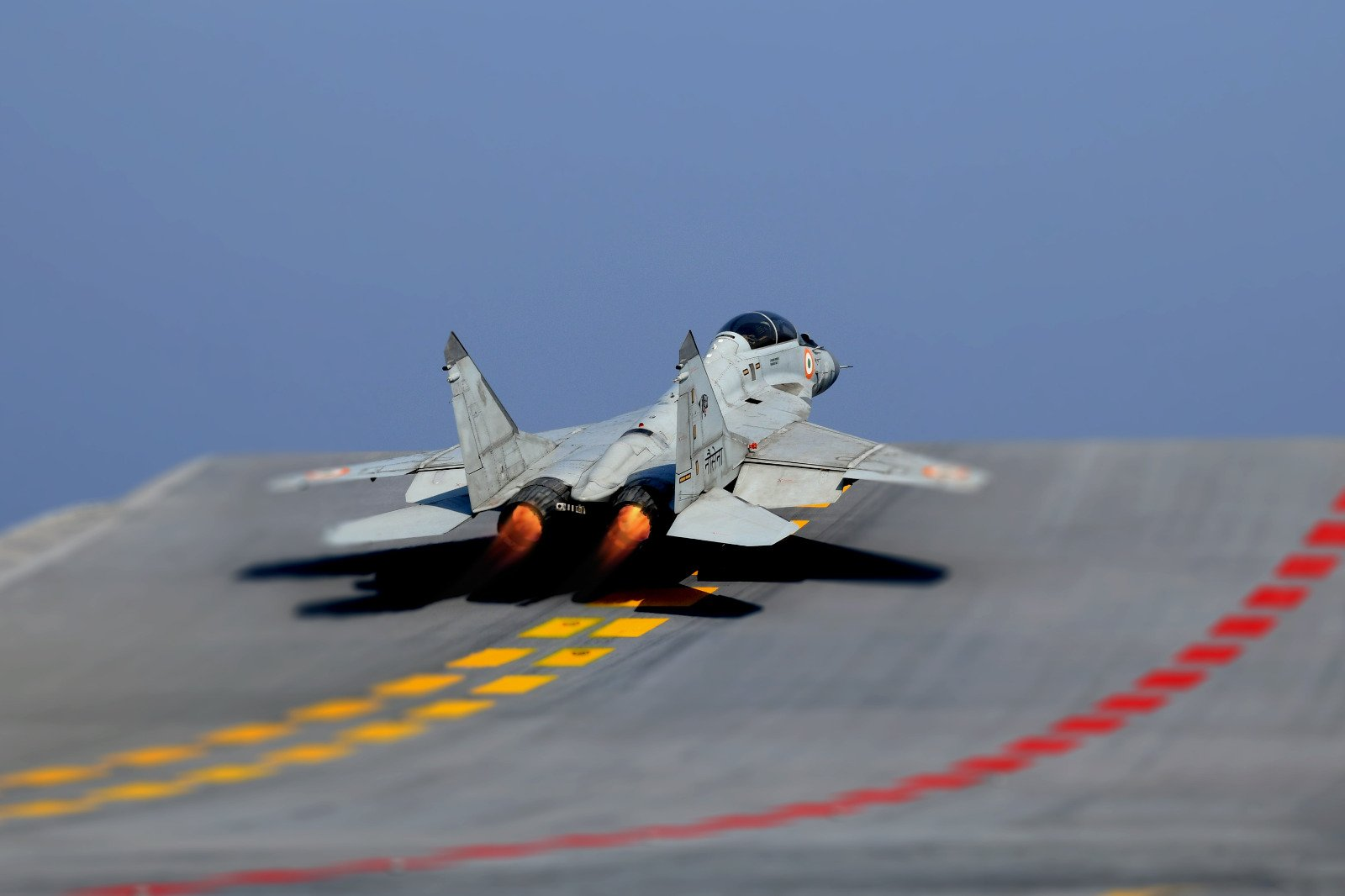
El MiG-29K es un ejemplo de avión STOBAR.

El despegue corto pero recobro mediante detención (STOBAR) es un sistema utilizado para lanzar y recuperar aviones desde la cubierta de un portaaviones, que combina elementos de los sistemas STOVL y CATOBAR. El avión es lanzado mediante su propia potencia utilizando una rampa ski-jump para asistir el despegue (en lugar de utilizar catapulta), pero a diferencia de los aviones STOVL, también requiere cables de parada para detener los aviones. 

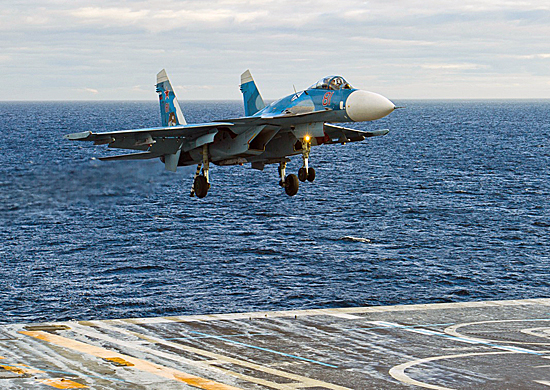
Su-33 aterrizando en Almirante Kuznetsov.

El portaaviones de la Armada Rusa Almirante Kuznetsov utiliza el método STOBAR para operar con sus cazabombarderos Su-33. India también utilizará este método en su portaaviones INS Vikramaditya y el futuro Vikrant con los cazabombarderos de peso medio MiG-29K y los autóctonos aviones embarcados de peso ligero HAL Tejas, y  China, hará lo propio con el Liaoning (ex-Varyag) y el avión Shenyang J-15 una vez que el buque finalice sus pruebas de mar.

## Aviones embarcados actualmente en servicio
- Douglas A-4 Skyhawk
- Grumman C-2 Greyhound
- Grumman E-2 Hawkeye
- Boeing EA-18G Growler

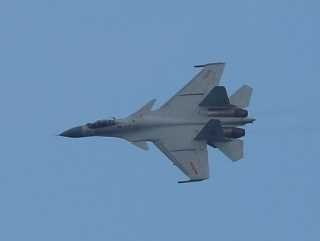
J-15

- McDonnell Douglas F/A-18 Hornet
- Boeing F/A-18 Super Hornet
- McDonnell Douglas AV-8B Harrier II
- Sukhoi Su-25UTG/UBP
- Sukhoi Su-33
- Mikoyan MiG-29K
- Dassault Rafale
- Shenyang J-15
- HAL Tejas
- Shenyang J-31

## Aviones embarcados en construcción
- Lockheed Martin F-35 Lightning II
- Grumman E-2 Hawkeye E-2D Advanced Hawkeye
- Northrop Grumman X-47
- Mikoyan MiG-29K
- Shenyang J-15
- Gripen NG
- HAL Tejas